# Sulsula pauper
Sulsula pauper is een spinnensoort in de taxonomische indeling van de Dwergcelspinnen (Oonopidae).
Het dier behoort tot het geslacht Sulsula. De wetenschappelijke naam van de soort werd voor het eerst geldig gepubliceerd in 1876 door Octavius Pickard-Cambridge.